# Giovanni Verga
Giovanni Verga (2. září 1840 Katánie – 27. ledna 1922 Katánie) byl italský realistický spisovatel, známý svými obrazy ze života na Sicílii. Proslavil, zejména novelou Cavalleria Rusticana, známou i díky stejnojmenné opeře Pietra Mascagniho, a románem I Malavoglia (česky Dům u mišpule). Věnoval se rovněž portrétní fotografii. Patří mezi nejvýznamnější představitele verismu, jehož pojmenování pochází od latinského vero – pravda. Snažil se pravdivě zachytit lidskou tvář nejen v literatuře, ale také na fotografii.

## Život a dílo
Narodil se jako první syn bohatého katánského statkáře šlechtického původu Giovanni Battisty Vergy a matky Cateriny Di Mauro, patřící ke katánské buržoasii. Základní vzdělání mu poskytla soukromá škola literáta Antonia Abata, který ho přivedl k zájmu o literaturu. V roce 1858 se zapsal na právnickou fakultu v Katánii, kterou však po několika letech opustil. Když se v roce 1860 vylodil na Sicílii Giuseppe Garibaldi, narukoval do národní gardy a zůstal v ní čtyři roky.
V polovině 60. let se Verga přestěhoval do Florencie. Zde vystoupil z literární anonymity a navázal přátelství s významnými spisovateli té doby, mj. s Luigi Capuanou, Aleardo Aleardim, Giovanni Pratim či Vittorio Imbrianim.
V listopadu 1872 Verga opět změnil bydliště, tentokrát odešel do Milána. Oproti přece jen poněkud provinční metropoli Toskánska se v milánských intelektuálních kruzích probíraly nejnovější evropské literární směry. Rok 1874 byl rozhodující pro Vergovu spisovatelskou kariéru. Tehdy vyšla jeho povídka Nedda, která zaznamenala velký úspěch u kritiky i čtenářů. Líčí se v ní tragický osud venkovské dívky, které postupně zemřela matka, manžel i jediná dcera.
Jeho překladatelem do francouzštiny byl Édouard Rod. Verga ho jel do Paříže navštívit v roce 1882. Při té příležitosti se sešel i se svým vrstevníkem Zolou. Zásadní pro Vergu bylo setkání s Giuseppem Giacosou, který u něj obnovil zájem o divadelní úpravy jeho románů. Velký úspěch měla adaptace novely Cavalleria rusticana, kterou Verga napsal v roce 1880 a která byla v Turíně provedena o dva roky později. Nicméně ve druhé polovině 80. let se Verga dostal do finančních potíží a dlouhá období trávil v Římě. V roce 1887 se přestěhoval zpět na Sicílii. Roku 1891 se začal soudit s Pietrem Mascagnim o autorská práva na operní verzi Cavallerie rusticany. V roce 1893 soud vyhrál a získal odškodné ve výši 140 000 lir. Pak se natrvalo usadil v Katánii, kde setrval do konce svého života. Zde začal psát román Vévodkyně z Leyry, který však nedokončil. Více než psaní se věnoval péči o svoje pozemky. V noci 24. ledna 1922, po návratu z klubu, ho postihla mozková mrtvice. Na její násladky tři dny nato zemřel.
Verga byl rovněž kvalitní portrétní fotograf. V letech 1892–1897 pořizoval portréty sedláků, jejich žen a dětí na Sicílii, které s neúprosnou věrohodností odhalovaly tamější těžký život v té době.
Již za svého života byl Verga oceňovaný. Byl nositelem Řádu svatých Mořice a Lazara a v roce 1920 byl jmenovaný doživotním senátorem. V roce 2022 proběhl v Itálii velký kulturní festival pod názvem Verga 100.

### Romány
- Amore e Patria (1856–1857)
- I carbonari della montagna (1861–1862)

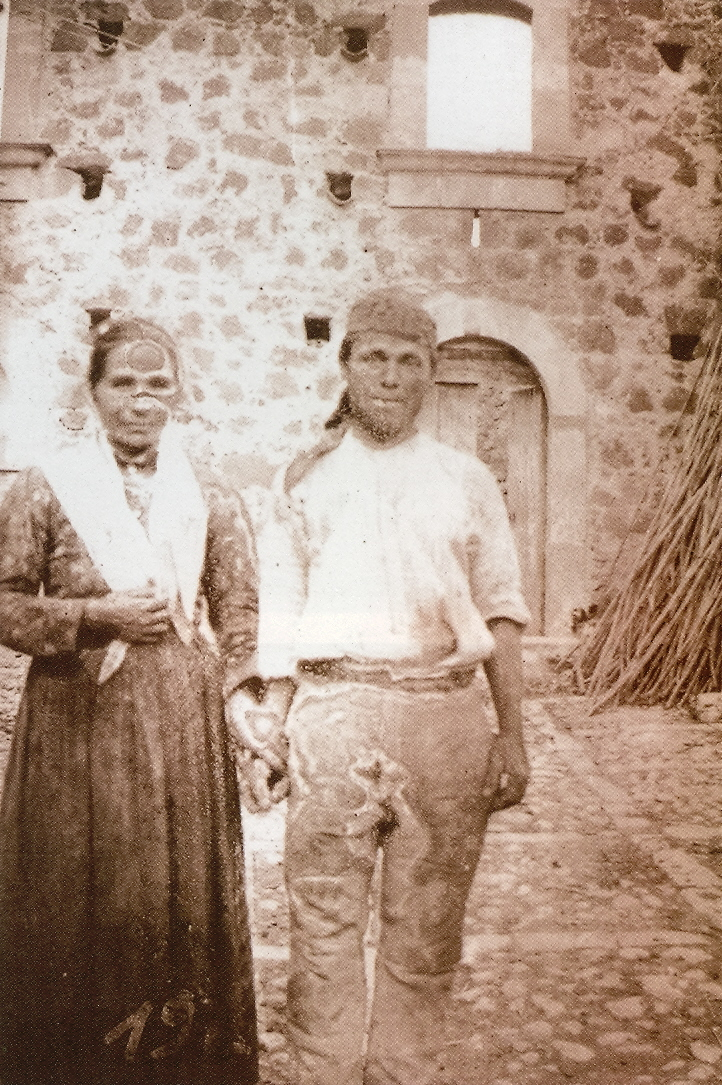
Giovanni Verga: Sicilský venkov

- Sulle lagune (1862–1863)
- Una peccatrice (1866)
- Giovanni Verga: Sicilský venkovStoria di una capinera (1871)
- Eva (1873)[9] – česky Eva, Praha 1889, přel. Otakar Auředníček
- Eros (1875) – česky Oběti nerozvážné lásky, Praha 1889
- Tigre reale (1875) – česky Tygřice, Praha 1927, přel. Karel Lužan
- I Malavoglia (1881) – česky Dům u mišpule, Praha 1963, přel. Nina Tučková
- Il marito di Elena (1882) – česky Poprvé, podruhé, potřetí, Praha 1914, přel. Pavel Projsa
- Mastro-don Gesualdo (1889) – česky Mistr don Gesualdo, Praha 1970, přel. Václav Čep
- Dal tuo al mio (1905)

### Krátké povídky
- Nedda (1874)

Soubor novel (1877)
- Primavera
- La coda del diavolo
- X
- Certi argomenti
- Le storie del castello di Trezza
- Vita dei campi. Nuove novelle (1880)
- Cavalleria rusticana (1880) – libreto k opeře Sedlák kavalír od Pietra Mascagniho přeložil Zdeněk Knittl, Praha 1960. Román přeložila pod názvem Sedlák kavalír a jiné povídky Marie Kalašová, Praha 1894.

- Výbor z povídek pod názvem Znamení lásky a jiné novely v překladu Hanuše Hackenschmieda vyšel v Praze roku 1920.
- Výbor z povídek s názvem Sicilské povídky v překladu Aleny Treybalové vyšel v Praze roku 1960.

### Odraz díla ve filmu
Vergovy romány a povídky se staly inspirací k následujícím filmům:
- Země se chvěje, rež. Luchino Visconti, 1949
- Vlčice, rež. Alberto Lattuada, 1953
- Zbojníkova milenka, rež. Carlo Lizzani, 1969
- Sedlák kavalír, rež. Franco Zeffirelli, 1982

## Fotogalerie

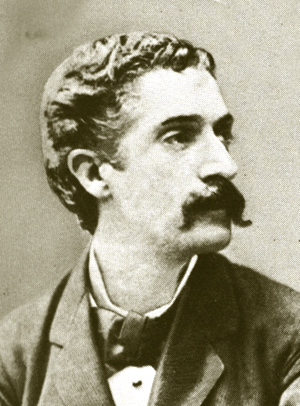
Giovanni Verga
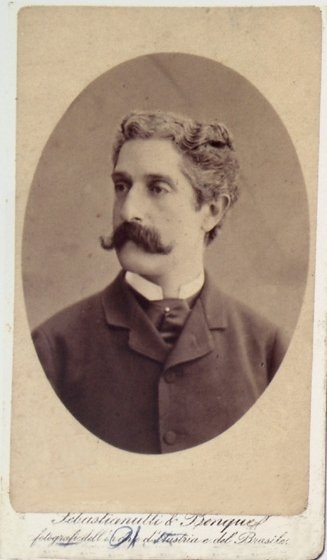
Giovanni Verga
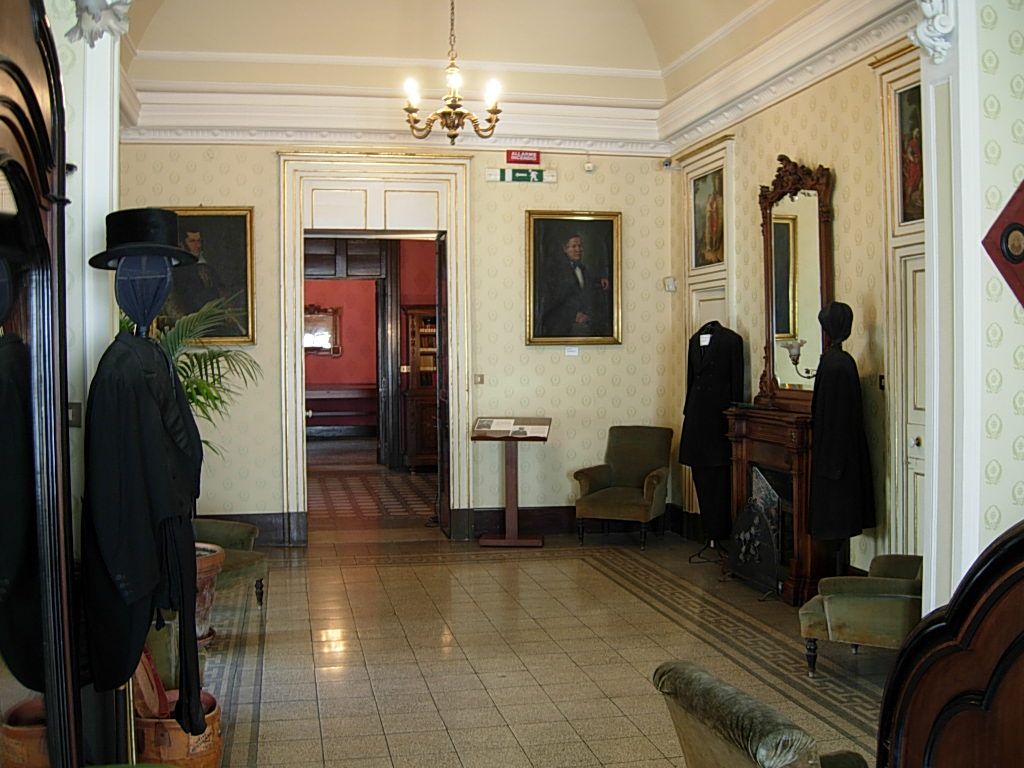
Vergův dům – muzeum v Katánii
- Dílo 'I Malavoglia'